# Wysiołek Luborzycki
Wysiołek Luborzycki – wieś w Polsce położona w województwie małopolskim, w powiecie krakowskim, w gminie Kocmyrzów-Luborzyca.
W latach 1975–1998 miejscowość administracyjnie należała do województwa krakowskiego.
Integralne części miejscowości: Radwany, Rosja.

## Zabytki
Obiekt wpisany do rejestru zabytków nieruchomych województwa małopolskiego.
- Kościół parafialny pw. Podwyższenia Krzyża Świętego, otoczenie, drzewostan.

Zobaczyć w nim można najstarszą zachowaną w Polsce monstrancję, wykonaną w latach 1460–1470. Należy ona do typu tryptykowego o zwieńczeniu wieżowym.